# Capparis mattogrossensis
Capparis mattogrossensis là một loài thực vật có hoa trong họ Capparaceae. Loài này được Pilg. mô tả khoa học đầu tiên năm 1922.